# Colegio Seminario San Carlos y San Marcelo
El Colegio Seminario San Carlos y San Marcelo es un centro de educación de nivel primaria y secundaria de la ciudad de Trujillo, Perú. Fue fundado el 4 de noviembre de 1625. Actualmente tiene la categoría de Institución Educativa Histórica del Perú.

## Historia
Fue fundado el 4 de noviembre de 1625, por monseñor Carlos Marcelo Corne, 5.º obispo de la diócesis de Trujillo, para la formación de sacerdotes diocesanos. Esta institución con el tiempo se convirtió en el máximo centro de formación educativa, no solo de Trujillo, sino de todo el norte peruano.
En 1781, el Seminario fue clausurado temporalmente y por primera vez en su historia, según la disposición del señor obispo de Trujillo Baltasar Jaime Martínez Compañón, por motivos que se llevaría a cabo una total reorganización y reconstrucción del bien inmueble; la cual duró hasta inicios del año 1782. Por ello, el obispo Martínez Compañón fue considerado como el gran reorganizador y el segundo fundador del Colegio Seminario.
Iniciada la República, por decreto de 6 de octubre de 1831 el gobierno del mariscal Agustín Gamarra le aplicó las rentas de los conventos supresos de San Agustín, La Merced y Santo Domingo. En julio de 1837 se dispuso que pasara a estar a cargo del obispo de Trujillo.
Sus claustros fueron escenario de grandes acontecimientos. Uno de ellos sucedió el 12 de octubre de 1831, cuando se fundó la Universidad de Santo Tomás y Santa Rosa, actual Universidad Nacional de Trujillo. Y en 1854 se fundó el Colegio Nacional de Ciencias, actual Colegio Nacional San Juan, por gestión del arzobispo de Trujillo Agustín Guillermo Charún.
Hay que señalar que el plantel cobijaba tanto a alumnos seglares o comunes, como a alumnos eclesiásticos o seminaristas (aspirantes al sacerdocio). Lo cual resultaba problemático, pues se produjeron serios problemas de indisciplina de parte de los alumnos seglares, que se contagiaba a los eclesiásticos, a tal punto que en 1853 se consideró necesario expulsarlos a todos. Pero ante la falta de vocaciones, los directores posteriores consideraron necesario mantener la sección del colegio para seglares.
Fueron dos importantes congregaciones las que regentaron el plantel, entre 1883 y 1959: la de los padres lazaristas, de 1883 a 1914; y la de los padres claretianos, de 1914 a 1959. Desde entonces las máximas autoridades del Colegio Seminario pasaron a llamarse directores.
Durante esa época, el Colegio Seminario impartía instrucción superior eclesiástica, media y primaria. Se hicieron excursiones científicas a Otuzco y Cajamarca, y se implementó un orfeón; en resumen, la institución educativa tuvo grandes progresos tanto en el plano académico como en lo material.
En 1925, el Colegio Seminario celebró sus 300 años de vida institucional; por entonces era director el P. Conrado Oquillas. Las festividades se celebraron con gran júbilo de 29 de octubre a 4 de noviembre; el padre Oquillas publicó en dicha ocasión un libro en dos tomos sobre la historia del plantel.
Fue durante el arzobispado de monseñor Juan Gualberto Guevara (1940-1945) cuando se separó el colegio de externos del Seminario Mayor de San Carlos y San Marcelo. Una nueva sede para este seminario, se construiría posteriormente en el distrito de Moche.
Los padres claretianos decidieron retirarse del Colegio Seminario en 1959, y fundaron otro plantel escolar, conocido como el Colegio Claretiano. Y desde 1960 hasta 1970, es decir, durante diez años consecutivos, el Colegio Seminario estuvo clausurado (la segunda clausura desde 1781), por disposición del Arzobispado Metropolitano de Trujillo, por falta de una administración dedicada exclusivamente a dicho colegio. En relación con dicha ausencia, esta fue muy notoria, pues en todo evento cívico, patriótico, cultural y deportivo, ya no se notaba al colegio celeste; sobresaliendo así, otras instituciones educativas, también de gran importancia, para la ciudad.
Una vez edificado el nuevo local del Seminario Mayor de San Carlos y San Marcelo, en Moche, por el año 1971, se dispuso el funcionamiento del colegio, por el breve lapso de un año, pasando a ser denominado como C.E.P. Seminario (Centro Educativo Particular Seminario). A partir de entonces, los directores fueron designados por disposición de la misma entidad promotora, el Arzobispado Metropolitano de Trujillo. 
Pero, nuevamente, entre los años de 1972 y 1989, el Colegio Seminario volvió a estar cerrado, debido a que el arzobispado así lo decidió, ya que era lo mejor por el momento, debido a algunos inconvenientes de logística e infraestructura.
Finalmente, en el año 1990, se logró la reapertura definitiva del colegio, gracias al valioso y gran aporte de la Asociación de Ex Alumnos Seminaristas, la cual gestionó ante el gobierno de turno, siendo presidente constitucional el doctor Alan García Pérez, y ante el arzobispado de Trujillo, cuya máxima autoridad era entonces monseñor Manuel Prado Pérez-Rosas S.J. Desde aquel momento la institución se ha mantenido vigente, dedicándose en formar en conocimientos y valores a la juventud trujillana, liberteña y del país en general.

## Reconocimientos
Ha obtenido reconocimientos diversos. En el presente siglo destacamos las siguientes:
- Medalla de la Ciudad, por la Municipalidad Provincial de Trujillo (2004).
- Medalla “Gran Orden de Chan Chan” en su máximo grado de Gran Cruz con Brillantes, por el Gobierno Regional de La Libertad (2004).
- Medalla de Honor en el grado de Oficial, por el Congreso de la República del Perú (2005).
- Título de Colegio Histórico del Perú, por Resolución Suprema 018-2011-ED del Gobierno del Perú (2011).
- Menciones anuales del Congreso de la República, con ocasión de su aniversario institucional.

## Relación de los rectores y directores del Seminario
La siguiente cronología, es fruto de un arduo trabajo de investigación del profesor Wilfredo Martín Rodríguez Rodríguez.

### Rectores
En un inicio, la máxima autoridad del claustro seminarista, se le denominó rector, el cual fue un sacerdote o laico sobresaliente; siendo designados y/o nombrados, por el mismo señor obispo de la diócesis de Trujillo, que ocupaba por aquel tiempo el trono episcopal; llegando algunos de estos personajes a ocupar varios periodos. Y fueron los siguientes:
1. 	R.P. Antonio de Correa S.J.   (1625 - 1628)
2. 	D. Fernando de Montesinos   (1628 - 1631)
3. 	D. Manuel Fernández de la Cerda   (1631 - 1632)
4. 	D. Marcos Juárez   (1633 - 1636)
5. 	D. Francisco Marino   (1636 - 1637)
6. 	D. Salvador Toledo   (1638 - 1639)
7. 	D. Alonso de la Paz   (1640 - 1643)
8. 	D. Juan de Barbarán   (1643 - 1669)
9. 	D. José Arroyo   (1670 - 1683)
10. 	D. Juan Cariaga   (1684 - 1692)
11. 	D. Francisco de Ocampo   (1693 - 1696)
12. 	R.P. Miguel Alcayde   (1697 - 1702)
13. 	R.P. Dr. Juan Moneada Hurtado de Escobar   (1703 - 1710)
14. 	R.P. Domingo Cartavio Roldán   (1711 - 1712)
15. 	R.P. Lic. Felipe Vásquez   (1713)
16. 	Bach. Juan de Arnaga   (1714)
17. 	Dr. Alejandro Alcarazo   (1715 - 1718)
18. 	R.P. Lic. Pedro Vargas Machuca   (1718 - 1721)
19. 	D. Francisco Bracamonte y Dávila   (1722 - 1723)
20. 	Lic. José Arroyo   (1724 - 1731)
21. 	R.P. Agustín Mauricio Morales y Sotomayor   (1732 - 1734)
22. 	R.P. Pedro Bustillo de la Concha   (1735 - 1752)
23. 	R.P. Agustín Mauricio Morales y Sotomayor   (1752 - 1761)
24. 	R.P. Juan de Santelices y Eguiluz   (1761 - 1768)
25. 	D. Silvestre Montalvo   (1768 - 1771)
26. 	R.P. Lorenzo Ortiz de Zarate   (1771 - 1773)
27. 	D. Silvestre Montalvo   (1773 - 1781)
Clausura temporal (1781-1782)
28. 	R.P. Dr. Joaquín Vicuña   (1782 - 1785)
29. 	R.P. Dr. Gaspar Aymath   (1785)
30. 	R.P. Lic. José Joaquín de Sodupe   (1786 - 1792)
31. 	R.P. Dr. Diego Teruel   (1792 - 1795)
32. 	D. Bias Gregorio de Ostolaza de los Ríos   (1795 - 1801)
33. 	Dr. Tomás Gonzales del Rivero   (1801 - 1810)
34. 	R.P. Dr. Pedro José del Castillo y Talledo   (1811 - 1817)
35. 	R.P. Dr. Juan Antonio de Andueza   (1817 - 1822)
36. 	R.P. Dr. Juan Pío Burga Perciva   (1822 - 1823)
37. 	R.P. Dr. José Higinio Madalengoitia   (1823 - 1832)
38. 	D. Narciso Martínez   (1832)
39. 	R.P. Dr. Pedro José de Soto   (1832 - 1836)
40. 	R.P. Bach. José María Ammátegui   (1836 - 1837)
41. 	R.P. D. José Vicente Martínez de Otiniano   (1837 - 1842)
42. 	R.P. Dr. José Manuel Sagástegui   (1842 - 1845)
43. 	R.P. Dr. José Mercedes Vigo   (1845 - 1849)
44. 	D. Pedro Pascasio Otiniano   (1849 - 1850)
45. 	R.P. Dr. José Mercedes Vigo   (1850 - 1851)
46. 	D. Manuel Orbegoso   (1851 - 1852)
47. 	R.P. Dr. Juan Antonio Luján   (1852)
48. 	D. Manuel Orbegoso   (1852 - 1854)
49. 	Ilmo. D. José Domingo Arméstar   (1854 - 1857)
50. 	R.P. Dr. José Manuel Corcuerá   (1857 - 1858)
51. 	D. Manuel Orbegoso   (1858)
52. 	R.P. Juan de la Cruz García   (1858 - 1863)
53. 	Ilmo. D. José Domingo Arméstar   (1863 - 1875)
54. 	D. Alejandro Castañeda   (1875)
55. 	R.P. Manuel Resurrección Farfán   (1875 - 1882)

### Directores
Posteriormente, las máximas autoridades de la institución educativa, cambiaron de denominación y pasaron a ser en adelante directores, siendo en su mayoría sacerdotes; inicialmente, el obispado de Trujillo realizó ciertos convenios con algunas órdenes religiosas, para que conduzcan los destinos del Seminario, lo cual se dio entre 1883 y 1959. Los directores, cuya denominación sigue vigente hasta el día de hoy, fueron los siguientes:
a) De la congregación de los Padres Lazaristas
56. 	R.P. Esteban Tanoux   (1883 - 1884)
57. 	R.P. Leandro Daydí   (1884 - 1886)
58. 	R.P. Claudio Félix Benech   (1886 - 1892)
59. 	R.P. Leandro Daydí   (1892 - 1893)
60. 	R.P. Claudio Lafay   (1893 - 1898)
61. 	R.P. Enrique Ourliac   (1898 - 1905)
62. 	R.P. Eloy Glenisson   (1905 - 1908)
63. 	R.P. Enrique París   (1909 - 1910)
64. 	Ilmo. D. Carlos García Irigoyen   (1911 - 1912)
65. 	R.P. Manuel Elías Vásquez   (1912 - 1914)
b) De la congregación de los Padres Claretianos
66. 	R.P. Teodoro Martín Monterde   (1914 - 1916)
67. 	R.P. José Ferrando Boatas   (1916 - 1919)
68. 	R.P. Conrado Oquillas Blanco   (1919 - 1925)
69. 	R.P. Juan Miguel Atucha   (1925 - 1927)
70. 	R.P. Conrado Oquillas Blanco   (1928 - 1930)
71. 	R.P. Medardo Alduán   (1931 - 1933)
72. 	R.P. Miguel de Berástegui   (1934 - 1936)
73. 	R.P. Ángel María Tanyá   (1937 - 1939)
74. 	R.P. Jaime de Gondra   (1940 - 1942)
75. 	R.P. Ángel María Tanyá   (1943 - 1945)
76. 	R.P. Francisco Díaz de las Heras   (1945 - 1954)
77. 	R.P. Luciano Godina   (1954 - 1956)
78. 	R.P. Valentín Villalba   (1957 - 1959)
Clausura temporal (1959-1970)
c) Nombrados directamente por el arzobispado
A partir de 1971, los directores pasaron a ser elegidos por disposición de la misma entidad promotora, el Arzobispado Metropolitano de Trujillo. 
79. 	R.P. Humberto Castillo Jiménez   (1971)
Clausura temporal (1972-1989)
80. 	Prof. Jaime Santisteban Rodríguez   (1990 - 2000)
81. 	R.P. Walter Ramos Benites   (2000 - 2001)
82. 	R.P. Héctor William Rodríguez Tello   (2001 - 2005)
83. 	R.P. Jaime Norberto Cruz Mendoza   (2005 - 2008)
84. 	R.P. Jesús Daniel Anaya Escobar   (2009)
85. 	R.P. Wenceslao Tadeo Calvo   (2010 - 2013)
86. 	R.P. Jovino García Moretto   (2013 - 2015)
87. 	R.P. Marco Tulio Rivera Jiménez   (2016 -  2019)
88. 	R.P. Jorge Luis Castillo Lamadrid   (2019 - 2022)

## Estudiantes destacados
En sus aulas se han formado grandes hombres que con sus nobles acciones e ideas han trazado la historia del Perú. Entre ellos destacan precursores, próceres, militares, intelectuales, educadores y políticos. Durante su larga vida institucional, ha sido y seguirá siendo cuna y semilla de grandes peruanos.
- Tomás Diéguez de Florencia
- Fernando Casós Flores
- Víctor Raúl Haya de la Torre
- Santiago Távara Andrade
- José Faustino Sánchez Carrión
- Toribio Rodríguez de Mendoza
- Juan Antonio Távara
- José Andrés Rázuri
- Luis José de Orbegoso y Moncada
- Macedonio de la Torre
- Justiniano Borgoño Castañeda
- Pedro José Soto
- José Dávila Condemarín
- Antenor Orrego
- Nicolás Rebaza
- Ricardo O'Donovan
- José Eulogio Garrido
- Luis Valle Goicochea
- Francisco Xandóval
- Eloy Ureta Montehermoso
- Javier Alva Orlandini
- Arturo Corcuera
- Efraín Orbegozo
- José Murgia Zannier
- Luis Santa María Calderón
- Rafael Risco Boado
- Víctor Ganoza Plaza
- Guillermo Ganoza Vargas
- Efraín Orbegozo Rodríguez
- Ramón Kobashigawa Kobashigawa
- Eduardo González Viaña
- Víctor Meléndez Campos